# Goldenes Rad von Erfurt
Das Goldene Rad von Erfurt ist ein Wettbewerb im Bahnradsport, der in der thüringischen Stadt Erfurt auf der Radrennbahn Andreasried als Steherrennen veranstaltet wird.

## Geschichte
Das Goldene Rad von Erfurt ist ein traditionsreiches Bahnrennen, das 1910 ins Leben gerufen wurde. Viele große Namen des Stehersportes wie Erich Metze oder Walter Lohmann konnten sich in die Siegerliste eintragen oder waren am Start des Rennens. Noch bevor das Goldene Rad zum ersten Mal veranstaltet wurde, fanden bereits Steherrennen auf der Radrennbahn Andreasried statt, unter anderem mit Thaddäus Robl, dem damals besten deutschen Dauerfahrer. Die Premiere des Goldenen Rades fand 1910 statt und war eine Fortsetzung des bis dahin sporadisch ausgetragenen „Großen Preises von Thüringen für Steher“. Der Große Preis und das Rennen um den „Goldenen Kranz“ wurden auf Initiative der Erfurter Veranstalter nun zusammengeführt und eine langjährige Tradition begründet.

## Sieger
- 1910  Hugo Przyrembl
- 1911  Hugo Przyrembl
- 1912  Jean Weiss
- 1913  Paul Nettelbeck
- 1914  Jean Weiss
- 1915–1918 nicht ausgetragen
- 1919  Arthur Stellbrink
- 1920  Gustav Brummert
- 1921  Oskar Kuschow
- 1922  Gustav Brummert
- 1923 nicht ausgetragen
- 1924  Paul Stoltz
- 1925–1926 nicht ausgetragen
- 1927  Paul Krewer
- 1928  Fritz Bauer
- 1929–1936 nicht ausgetragen
- 1937  Adolf Schön
- 1938 nicht ausgetragen
- 1939  Kurt Schindler
- 1940  Paul Krewer
- 1941 nicht ausgetragen
- 1942  Walter Lohmann
- 1943–1946 nicht ausgetragen
- 1947 Konrad Claessens
- 1948 Hermann Hille
- 1949 Georg Umbenhauer
- 1950  Erich Metze
- 1951  Rudi Keil
- 1952   Rudi Keil
- 1953  Walter Lohmann
- 1954  Karl Kittsteiner
- 1955 nicht ausgetragen
- 1956  Bruno Zieger
- 1957–1964 nicht ausgetragen
- 1965  Manfred Klieme
- 1966–1967 nicht ausgetragen
- 1968  Karl Kaminski
- 1969–1991 nicht ausgetragen
- 1992  Ralf Keller
- 1993  Ralf Keller
- 1994  Edwin Vrouwdeunt
- 1995  Torsten Rellensmann
- 1996  Torsten Rellensmann
- 1997  Hanskurt Brand
- 1998  Hanskurt Brand
- 1999  Ralf Keller
- 2000  Hanskurt Brand
- 2001 nicht ausgetragen
- 2002  Jan Richter
- 2003  Jan Richter
- 2004  Jan Richter
- 2005  Carsten Podlesch
- 2006–2007 nicht ausgetragen
- 2008  Peter Jörg
- 2009  Peter Jörg
- 2010  Timo Scholz
- 2011  Marcel Barth
- 2012  Marcel Barth
- 2013  Marcel Barth
- 2014  Mario Birrer
- 2015  Marcel Barth
- 2016  Marcel Barth
- 2017  Franz Schiewer
- 2018  Franz Schiewer
- 2019  Franz Schiewer
- 2020 nicht ausgetragen
- 2021  Daniel Harnisch
- 2022  Stefan Schäfer
- 2023  Daniel Harnisch
- 2024  Robert Retschke